# Terminus Sainte-Thérèse
Pour les articles homonymes, voir Sainte Thérèse.
Le terminus Sainte-Thérèse est un terminus métropolitain de l'Autorité régionale de transport métropolitain situé dans la ville du même nom. Il constitue la principale connexion des circuits d'autobus du Exo Laurentides et assure la desserte d'autobus de la gare Sainte-Thérèse de la ligne Saint-Jérôme.

## Trains de banlieue
Une correspondance s'effectue avec la ligne Saint-Jérôme par la gare Sainte-Thérèse.

## Autobus

### Exo Laurentides
| Circuit | | Quai(s) | Tracé    | Horaires |
| ------- | --- | ------- | -------- | -------- |
| 9       | Gare intermodale Saint-Jérôme – Terminus Montmorency                                                                 |         | Tracé    | Horaires |
| 11      | Terminus Sainte-Thérèse – Laval                                                                                      |         | Tracé    | Horaires |
| 14      | TAXI COLLECTIF Sainte-Thérèse – Mirabel                                                                              |         | Tracé    | Horaires |
| 18      | TAXI COLLECTIF Sainte-Thérèse – Mirabel                                                                              |         | Tracé    | Horaires |
| 73 74   | Sainte-Thérèse – Blainville Secteur Fontainebleau Sainte-Thérèse – Blainville Secteur Fontainebleau (heure de pointe | Tracé   | Horaires |          |
| 22      | Bois-des-Filion – Sainte-Thérèse                                                                                     |         | Tracé    | Horaires |
| 23      | Sainte-Anne-des-Plaines – Sainte-Thérèse                                                                             |         | Tracé    | Horaires |
| 27      | Lorraine – Sainte-Thérèse                                                                                            |         | Tracé    | Horaires |
| 51      | Boisbriand Nord vers Boisbriand Sud – Sainte-Thérèse                                                                 |         | Tracé    | Horaires |
| 52      | Boisbriand Sud vers Boisbriand Nord – Sainte-Thérèse                                                                 |         | Tracé    | Horaires |
| 60      | Sainte-Thérèse |         | Tracé    | Horaires |
| 61      | Sainte-Thérèse - Secteur Bas Sainte-Thérèse(HEURE DE POINTE)                                                         |         | Tracé    | Horaires |
| 62      | Sainte-Thérèse - Secteur des Mille-Îles(HEURE DE POINTE)                                                             |         | Tracé    | Horaires |
| 88      | Saint-Eustache – Sainte-Thérèse                                                                                      |         | Tracé    | Horaires |
| 243     | Mirabel (Saint-Augustin) – Sainte-Thérèse                                                                            |         |          |          |

### Exo Terrebonne-Mascouche
| Circuit | Destinations                                                 | Quai(s) | Tracé       | Horaires |
| ------- | ------------------------------------------------------------ | ------- | ----------- | -------- |
| 23      | Terminus Terrebonne – Sainte-Thérèse (Collège Lionel-Groulx) |         | [PDF] Tracé | Horaires |